# Anna Margherita di Assia-Homburg
Anna Margherita di Assia-Homburg (Bad Homburg, 31 agosto 1629 – Oberkotzau, 3 agosto 1686) è stata la prima duchessa consorte di Schleswig-Holstein-Sonderburg-Wiesenburg dal 1664 fino alla sua morte, come moglie di Filippo Luigi.

## Biografia
Anna Margherita era l'unica figlia del langravio Federico I d'Assia-Homburg, e di sua moglie Margherita Elisabetta di Leiningen-Westerburg, a sua volta figlia del conte Cristoforo di Leiningen-Westerburg.
Si sposò il 5 maggio 1650 a Bad Homburg con il duca Filippo Luigi di Schleswig-Holstein-Sonderburg-Wiesenburg.
Dal 1659 accolse a corte la sua figlioccia Johanna Eleonora von Merlau, che avrebbe poi sposato Johann Wilhelm Petersen, il teologo che formulò una forma radicale del pietismo. A corte, Johanna Eleonora incontrò Philipp Jakob Spener e Johann Jacob Schütz, che svilupparono una profonda amicizia con Anna Margherita.

## Matrimoni e figli
Il 5 maggio 1650 si sposò a Bad Homburgcon Filippo Luigi di Schleswig-Holstein-Sonderburg-Wiesenburg, figlio di Alessandro di Schleswig-Holstein-Sonderburg, per il quale queste erano le seconde nozze. Dall'unione nacquero 15 figli:
- Federico di Schleswig-Holstein-Sonderburg-Wiesenburg (1651–1724)
- Giorgio Guglielmo (1652-1652)
- Sofia Elisabetta (1653–1684) sposò Maurizio di Sassonia-Zeitz
- Carlo Luigi (1654–1690)
- Eleonora Margherita (1655–1702)
- Cristiana Amalia (1656–1666)
- Anna Guglielmina (1657-1657)
- Giovanni Giorgio (1658-1658)
- Leopoldo Giorgio (1660-1660)
- Guglielmo Cristiano (1661–1711)
- Federica Luisa (1662–1663)
- Sofia Maddalena (1664–1720)
- Anna Federica Filippina (1668-1713) sposò Federico Enrico di Sassonia-Zeitz-Pegau-Neustadt
- un bambino senza nome (1666-1666)
- Giovanna Luisa Maddalena (1668–1732)

## Ascendenza
|                                              |                                        |                                          | Genitori                                        |  |  | Nonni |  |  | Bisnonni                     |  |  | Trisnonni                     |  |
|                                              |                                        |                                          |                                                 |  |  |       |  |  | Philipp I, langravio d'Assia |  |  | Wilhelm II, langravio d'Assia |  |
|                                              |                                        |                                          |                                                 |  |  |       |  |  | Philipp I, langravio d'Assia |  |  | Wilhelm II, langravio d'Assia |  |
|                                              |                                        | Anna von Mecklenburg-Schwerin            |                                                 |  |  |       |  |  | Philipp I, langravio d'Assia |  |  |                               |  |
| Georg I, langravio d'Assia-Darmstadt         |                                        |                                          |                                                 |  |  |       |  |  | Philipp I, langravio d'Assia |  |  |                               |  |
|                                              |                                        | Christina von Sachsen                    | Georg, duca di Sassonia                         |  |  |       |  |  |                              |  |  |                               |  |
|                                              |                                        | Christina von Sachsen                    | Georg, duca di Sassonia                         |  |  |       |  |  |                              |  |  |                               |  |
|                                              |                                        | Christina von Sachsen                    | Barbara Jagiellonka                             |  |  |       |  |  |                              |  |  |                               |  |
| Friedrich I, langravio d'Assia-Homburg       |                                        | Christina von Sachsen                    |                                                 |  |  |       |  |  |                              |  |  |                               |  |
|                                              |                                        | Bernhard VIII, conte di Lippe            | Simon V, conte di Lippe                         |  |  |       |  |  |                              |  |  |                               |  |
|                                              |                                        | Bernhard VIII, conte di Lippe            | Simon V, conte di Lippe                         |  |  |       |  |  |                              |  |  |                               |  |
|                                              |                                        | Bernhard VIII, conte di Lippe            | Magdalene von Mansfeld-Mittelort                |  |  |       |  |  |                              |  |  |                               |  |
| Magdalena zur Lippe                          |                                        | Bernhard VIII, conte di Lippe            |                                                 |  |  |       |  |  |                              |  |  |                               |  |
|                                              |                                        | Katharina von Waldeck–Eisenberg          | Philipp III, conte di Waldeck-Eisenberg         |  |  |       |  |  |                              |  |  |                               |  |
|                                              |                                        | Katharina von Waldeck–Eisenberg          | Philipp III, conte di Waldeck-Eisenberg         |  |  |       |  |  |                              |  |  |                               |  |
|                                              |                                        | Katharina von Waldeck–Eisenberg          | Anna von Kleve                                  |  |  |       |  |  |                              |  |  |                               |  |
| Anna Margarete von Hessen-Homburg            |                                        | Katharina von Waldeck–Eisenberg          |                                                 |  |  |       |  |  |                              |  |  |                               |  |
|                                              | Georg I, conte di Leiningen-Westerburg | Kuno II, conte di Leiningen-Westerburg   |                                                 |  |  |       |  |  |                              |  |  |                               |  |
|                                              | Georg I, conte di Leiningen-Westerburg | Kuno II, conte di Leiningen-Westerburg   |                                                 |  |  |       |  |  |                              |  |  |                               |  |
|                                              | Georg I, conte di Leiningen-Westerburg | Maria Margarethe zu Stolberg-Wernigerode |                                                 |  |  |       |  |  |                              |  |  |                               |  |
| Christoph, conte di Leiningen-Westerburg     | Georg I, conte di Leiningen-Westerburg |                                          |                                                 |  |  |       |  |  |                              |  |  |                               |  |
|                                              |                                        | Margaretha von Isenburg-Büdingen         | Reinhard, conte di Isenburg-Büdingen            |  |  |       |  |  |                              |  |  |                               |  |
|                                              |                                        | Margaretha von Isenburg-Büdingen         | Reinhard, conte di Isenburg-Büdingen            |  |  |       |  |  |                              |  |  |                               |  |
|                                              |                                        | Margaretha von Isenburg-Büdingen         | Elisabeth von Waldeck                           |  |  |       |  |  |                              |  |  |                               |  |
| Margarete Elisabeth von Leiningen-Westerburg |                                        | Margaretha von Isenburg-Büdingen         |                                                 |  |  |       |  |  |                              |  |  |                               |  |
|                                              |                                        | Simeon Ungnad, barone di Sonnegg         | Johann III Ungnad, barone di Sonnegg            |  |  |       |  |  |                              |  |  |                               |  |
|                                              |                                        | Simeon Ungnad, barone di Sonnegg         | Johann III Ungnad, barone di Sonnegg            |  |  |       |  |  |                              |  |  |                               |  |
|                                              |                                        | Simeon Ungnad, barone di Sonnegg         | Anna Maria, baronessa di Thurn e Friedrichstein |  |  |       |  |  |                              |  |  |                               |  |
| Anna Maria Ungnadin, baronessa di Sonnegg    |                                        | Simeon Ungnad, barone di Sonnegg         |                                                 |  |  |       |  |  |                              |  |  |                               |  |
|                                              |                                        | Katharina von Plesse                     | Dietrich IV, signore di Plesse                  |  |  |       |  |  |                              |  |  |                               |  |
|                                              |                                        | Katharina von Plesse                     | Dietrich IV, signore di Plesse                  |  |  |       |  |  |                              |  |  |                               |  |
|                                              |                                        | Katharina von Plesse                     | Katharina Reuss                                 |  |  |       |  |  |                              |  |  |                               |  |
|                                              |                                        | Katharina von Plesse                     |                                                 |  |  |       |  |  |                              |  |  |                               |  |